# Къща на улица „Комнини“ № 3
Къщата на улица „Комнини“ № 3 (на гръцки: Κτίριο στην Κομνηνών 3) е историческа постройка в град Солун, Гърция.

## Местоположение
Сградата е разположена на улица „Комнини“ № 3. В квартала има още няколко престижни сгради като хотелите „Луксемвурго“ и „Андромеда“ и други.

## История
Според морфологията на сградата тя е построена в края на 20-те години на XX век. Обявена е за паметник на културата в 1983 година.

## Архитектура
Къщата е жилищно имение, в район с висок престиж, с изглед към морето. В архитектурно отношение се състои от приземен етаж, четири етажа и покрив с по-малка площ. Тристранно e разделение на основа (партер с магазини), основна част (етажи) и венец. Фасадата е организирана симетрично от двете страни на централния еркер, с правоъгълни или сводести отвори. Забележителни характеристики са металният покрив с поцинкована ламарина, който отделя приземния етаж от етажите, много големите конзоли на първия етаж, редуването на балкони с парапети, вградени или смесени, изпъкналите тесни страни на еркера, парапетите и стърчащият корниз, който отделя основната част от венеца.